# Ștefan Jäger

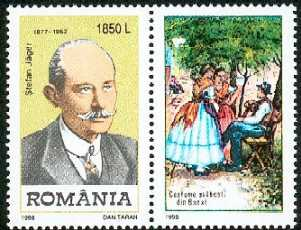
Stefan Jäger pe o marcă poştală.
În dreapta, port popular şvăbesc

Ștefan Jäger (germană Stefan Jäger) (n. 31 mai 1877, Cenei – d. 16 martie 1962, Jimbolia) a fost un pictor român de etnie germană, din Banat, supranumit și "pictorul șvab", cunoscut pentru picturile sale care descriu istoria, viața, tradițiile și obiceiurile șvabilor bănățeni.

## Viața
Ștefan Jäger a fost fiul bărbierului Franz Jäger și al Magdalenei Schuller din Cenei. La vârsta de 12 ani, în 1889, a fost dat la școala privată pentru băieți "Franz Wieszners" din Timișoara. 4 ani mai târziu a mers la liceu în Seghedin (1893-1895), unde și-a descoperit pasiunea pentru pictură.
La vârsta de 18 ani merge la o școală de artă din Budapesta, unde studiază și este influențat de pictori faimoși precum profesorul Ede Balló, Greguss sau Bertalan Székely. În aceeași perioadă tatăl lui Ștefan se îmbolnăvește foarte tare și nu mai poate să-l susțină financiar pe acesta. Moare în 1910. Pentru a-și putea continua studiile, Ștefan găsește o slujbă de tutor la o familie bogată din Budapesta. 

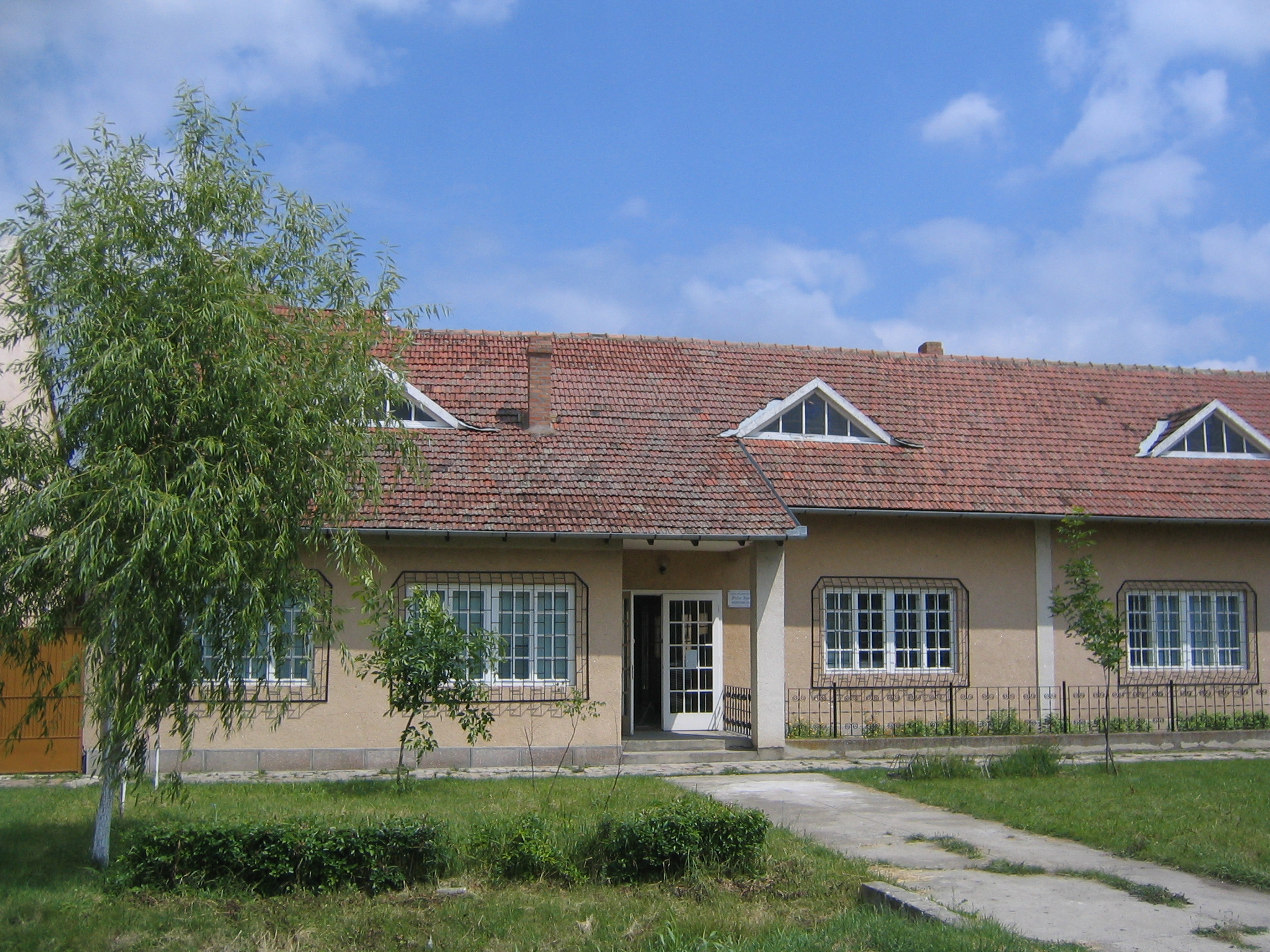
Muzeul Stefan Jäger din Jimbolia

Primele picturi i-au fost cerute de galeria privată "Almasy" din Budapesta, unde motivele religioase, natura statică și peisajele lui Jäger se dovedesc foarte căutate. Mai departe primește diferite comenzi pentru icoane și altare din orașele Arad, Jazowa, etc.
La începutul secolului 20, Jäger era deja bine cunoscut. În 1906 pictează prima sa mare lucrare, "Colonizarea șvabilor" (Die Einwanderung der Schwaben). Lucrarea a fost comandată de satul bănățean Cărpiniș (atunci Gertjanosch). Șvabii de aici au strâns bani într-o chetă pentru plata lui. Succesul acestei lucrări îi aduce lui Jäger o a doua comandă de la Cărpiniș. Pentru această lucrare însă, întreprinde o călătorie în Germania unde vizitează numeroase localități, mai ales Ulm, Stuttgart si Nürnberg, pentru a observa obiceiurile și costumele populare ale strămoșilor șvabilor bănățeni.
Odată cu terminarea studiilor în arte, Jäger întreprinde și alte călătorii, în Germania, Austria și Italia. Totuși, în 1910 decide să se stabilească definitiv în Banat, la Jimbolia, localitate mare și importantă a șvabilor bănățeni (atunci numită Hatzfeld). Va petrece restul vieții aici. Între 1914-1918 a fost încorporat în armata austro-ungară și a luptat pe frontul din Dalmația. După război s-a întors la Jimbolia.
Cu timpul devine faimos în Banat, unde i se duce numele de „pictorul șvab”. Ștefan Jäger se stinge din viață pe data de 16 martie 1962 și este înmormântat la Jimbolia, lângă mama sa Magdalena, decedată în 1927. Jäger nu a fost niciodată căsătorit și nu a avut urmași.

## Opera
Picturile sale reflectă infinita bogăție a vieții bănățenilor: sărbători, tradiții, case și grădini, scene de muncă. Picteaza și Kirchweih-ul în toate detaliile lui. Peisajele sale descoperă o cunoaștere profundă a naturii în ritmul anotimpurilor.
Câteva lucrări importante:
- Die Ansiedlung der deutschen im Banat, circa. 1905, 300 cm
- Die Einwanderung der Deutschen in Ungarn, 1906-1910, 145 x 510 cm
- Des Schwaben Kulturarbeit, 1922

## Muzeul Stefan Jäger
La Jimbolia, în fostul atelier al pictorului, fusese deschisă o Casă memorială. În locul fostei Case Memoriale, cu sprijin financiar al Ministerului Culturii din landul Bavaria, Germania, a fost construit Muzeul Stefan Jäger. Deschiderea oficială a muzeului în noua construcție a avut loc la data de 4 aprilie 1996.
Clădirea are 5 încăperi structurate astfel: o secție de etnografie, o secție de arheologie, o cameră cu fotografii ale personalităților din Jimbolia, o sală de ședințe, o cameră șvăbească și un coridor luminos destinat expozițiilor, care au loc cu diferite ocazii în Jimbolia. Atelierul pictorului a rămas neschimbat și cuprinde, pe lângă obiecte ce au aparținut pictorului, 11 lucrări în ulei, acuarele și schițe.